# Filmfestivalen i Cannes 2019
Filmfestivalen i Cannes 2019 (franska: Festival de Cannes 2019) var den 72:a officiella upplagan av filmfestivalen i Cannes. Den hölls i Cannes, från 14 till 25 maj 2019. Ordförande för tävlingsjuryn var den mexikanska filmregissören Alejandro González Iñárritu. Guldpalmen gick till den koreanska filmen Parasit i regi av Bong Joon-ho.

## Jury

### Huvudtävlan
- Alejandro González Iñárritu, mexikanska filmregissören (juryordförande)
- Enki Bilal, fransk konstnär och filmregissören
- Robin Campillo, fransk filmregissören
- Maimouna N'Diaye, senegalesiska  skådespelerska och filmregissören
- Elle Fanning, amerikanska skådespelerska
- Yorgos Lanthimos, grekisk filmregissören
- Paweł Pawlikowski, polsk filmregissören
- Kelly Reichardt, amerikanska filmregissören
- Alice Rohrwacher, italienska filmregissören

## Officiella programmet

### Huvudtävlan
| Svensk titel                  | Ursprungstitel                    | Regissör                                 | Produktionsland  |
| ----------------------------- | --------------------------------- | ---------------------------------------- | ---------------- |
|                               | The Dead Don´t Die                | Jim Jarmusch                             | Förenta staterna |
|                               | Les Misérables                    | Ladj Ly                                  | Frankrike        |
|                               | Bacurau                           | Juliano Dornelles, Kleber Mendonça Filho | Brasilien        |
|                               | Atlantique                        | Mati Diop                                | Senegal          |
|                               | Sorry We Missed You               | Ken Loach                                | Storbritannien   |
|                               | Little Joe                        | Jessica Hausner                          | Österrike        |
| Smärta och ära                | Dolor y gloria                    | Pedro Almodóvar                          | Spanien          |
|                               | The Wild Goose Lake               | Diao Yi'nan                              | Kina             |
|                               | La Gomera                         | Corneliu Porumboiu                       | Rumänien         |
| Porträtt av en kvinna i brand | Portrait de la jeune fille en feu | Céline Sciamma                           | Frankrike        |
|                               | A hidden life                     | Terrence Malick                          | Förenta staterna |
| Unge Ahmed                    | Le Jeune Ahmed                    | Bröderna Dardenne                        | Belgien          |
|                               | Frankie                           | Ira Sachs                                | Förenta staterna |
|                               | Once Upon a Time in Hollywood     | Quentin Tarantino                        | Förenta staterna |
| Parasit                       | 기생충 (Gisaengchung)             | Bong Joon-ho                             | Sydkorea         |
|                               | Matthias & Maxime                 | Xavier Dolan                             | Kanada           |
|                               | Roubaix, une lumière              | Arnaud Desplechin                        | Frankrike        |
|                               | Il traditore                      | Marco Bellocchio                         | Italien          |
|                               | Mektoub, my love: intermezzo      | Abdellatif Kechiche                      | Frankrike        |
|                               | It Must Be Heaven                 | Elia Suleiman                            | Palestina        |
|                               | Sibyl                             | Justine Triet                            | Frankrike        |

## Priser
Huvudtävlan
- Guldpalmen – Parasit av Bong Joon-ho
- Festivalens stora pris – Atlantique av Mati Diop
- Jurypriset
  - Les Misérables av Ladj Ly
  - Bacurau av Kleber Mendonça Filho och Juliano Dornelles
- Bästa kvinnliga skådespelare – Emily Beecham för Little Joe
- Bästa manliga skådespelare  – Antonio Banderas för Smärta och ära (Dolor y gloria)
- Bästa regi – Bröderna Dardenne för Unge Ahmed
- Bästa manuskript - Céline Sciamma för Porträtt av en kvinna i brand

Un certain regard